# Herpetoreas pealii
Herpetoreas pealii — вид змій родини полозових (Colubridae). Ендемік Індії.

## Назва
Вид названо на честь Семюеля Едварда Піла (1834–1897), етнографа і чайного плантатора з Ассаму, який зібрав два зразки, за якими британський зоолог Вільям Латлі Склейтер описав новий вид змій.

## Поширення і екологія
Голотип Herpetoreas pealii був виявлений у 1891 році в штаті Ассам на сході Індії (тоді вид віднесли до роду Hebius). З цього часу змія не спостерігалася в дикій природі, поки її не знайшли у 2020 році в штаті Аруначал-Прадеш. На основі знахідки запропоновано вид перенести у рід Herpetoreas.